# Fernand Nadeau
Pour les articles homonymes, voir Nadeau.
B. Fernand Nadeau est un comptable agréé et un homme politique canadien.

## Biographie
B. Fernand Nadeau est né le 2 avril 1924 à Saint-Léonard, au Nouveau-Brunswick. Son père est Épiphane Nadeau et sa mère est Eugénie Soucy. Après ses études secondaires à l'école supérieure de Saint-Léonard, il entre au Collège Saint-Joseph de Memramcook puis à l'Université Laval de Québec. Il épouse Ruth Delaney le 28 juillet 1952 et le couple a deux enfants.
Il est député de Madawska puis de Cité d'Edmundston à l'Assemblée législative du Nouveau-Brunswick de 1967 à 1970 en tant que libéral. Il est ministre des Affaires municipales dans le gouvernement de Louis Robichaud. Il est aussi maire d'Edmundston de 1963 à 1969.
Il est président de la Chambre de commerce d'Edmundston entre 1961 et 1962. Il est aussi membre du Club Lions, des Chevaliers de Colomb et du Club 200 du Collège Saint-Louis-Maillet.